# Station Kosewo
Station Kosewo is een reeds lang gesloten spoorwegstation in het plaatsje Kosewo in de gemeente Mrągowo in het Poolse woiwodschap Ermland-Mazurië aan de spoorlijn 223 die Czerwonka (voorheen Rothfliess) met Ełk (voorheen Lyck) verbond. Het reizigersvervoer op deze lijn is in 2009 definitief beëindigd, maar het station heeft z'n laatste reiziger al veel eerder zien vertrekken.

## Geschiedenis
Het station ligt in het voormalige Oost-Pruisen, het is in 1911 tegelijk met de spoorlijn geopend. De naam was toen station Kossewen. Het lag aan het traject Sensburg - Arys. In 1938 werd de plaatsnaam Kossewen door het Nazi-regime als zijnde te Pools hernoemd tot Rechenberg (Oost-Pruisen). Na het Oost-Pruisenoffensief van het Rode Leger in januari 1945 werd het gebied Pools en kregen plaats en station de huidige naam. De spoorlijn is in 2009 gesloten voor passagiersverkeer. Naast de stationsgebouwen zijn er nog enkele spoorattributen zoals een waterpomp voor stoomlocomotieven aanwezig.

Schema van lijn 223